# 小花大参
小花大参（学名：Macropanax parviflorus）是五加科大参属的植物，为中国的特有植物。分布于中国大陆的云南省等地，生长于海拔1,100米的地区，多生长于密林中，目前尚未由人工引种栽培。
其种加词“Parviflorus”意为“小花的”。
现接受名为波缘大参(原变种)（Macropanax undulatus var. undulatus）。